# Morti nel 741
| Questa pagina contiene informazioni ricavate automaticamente dalle voci biografiche con l'ausilio del template Bio e di un bot. L'aggiornamento è periodico e automatico e ricostruisce completamente la pagina. Se manca una persona in questa lista, sei pregato di non aggiungerla, ma accertati piuttosto che la sua voce biografica contenga il template Bio e che i dati anagrafici siano correttamente compilati. Se il template Bio manca, inseriscilo tu stesso o, in alternativa, metti l'avviso {{tmp\|Bio}} che ne segnala la mancanza. Se i dati riportati sono sbagliati, correggi direttamente la voce biografica; le modifiche saranno visibili in questa lista entro pochi giorni. Per chiarimenti vedi il progetto biografie. La lista contiene solo le 9 persone che sono citate nell'enciclopedia e per le quali è stato implementato correttamente il template Bio. Pagina aggiornata al 19 ott 2024. |

- 18 giugno - Leone III Isaurico, imperatore bizantino
- 22 ottobre - Carlo Martello, sovrano franco
- 28 novembre - Papa Gregorio III, papa, vescovo e santo siro (n. 690)
- Antonino, vescovo italiano
- Natale di Milano, arcivescovo e santo italiano
- Teodoaldo
- Lamberto II di Hesbaye, nobile franco (n. 669)
- Hedan II di Turingia, nobile tedesco
- Uqba ibn al-Hajjaj al-Saluli